# Ivan Šetlík
Ivan Šetlík (5. prosince 1928 Praha – 13. dubna 2009 Třeboň) byl český biolog. Zabýval se fyziologií rostlin, řas a sinic. Specializoval se především na výzkum fotosyntézy.

## Biografie
Ivan Šetlík se narodil v Praze. V letech 1948–1952 studoval na Přírodovědecké fakultě Univerzity Karlovy. Ve své kandidátské práci se pod vedením prof. Silvestra Práta věnoval studiu přechodových jevů ve fotosyntéze sinic.
Po dokončení doktorského studia odchází roku 1956 do Košic. V Botanické zahradě SAV kolem sebe zformoval mladý tým zaměřený na výzkum fotosyntézy. Pro účely popularizačního filmu režiséra Miro Bernáta Sluneční laboratoř (1959) zde postavil první prototyp venkovního kultivátoru pro pěstování řas.
V roce 1960 dostal nabídku od tehdejšího ředitele Biologického ústavu ČSAV prof. Ivana Málka aby zřídil nové oddělení zaměřené na praktické využití řas a sinic. Pracoviště z počátku fungovalo v budově bývalé tiskárny v Dukelské ulici v Třeboni. V roce 1963 se hlavní část týmu přesunula do prostor Opatovického mlýna u Třeboně. Pod jeho vedením si třeboňské pracoviště rychle získalo mezinárodní renomé. Pro venkovní pěstování vyvinul originální kultivační plošiny s proudící tenkou vrstvou řas. Toto technické řešení umožňuje kompletní využití energie slunečního záření, účinné chlazení odparem vody a dobrou výměnu plynů mezi řasovou suspenzí a atmosférou.
Po roce 1968 byl výzkum řasové biotechnologie utlumen. Dr. Šetlík se proto odborně zaměřil na výzkum buněčného cyklu u zelených řas. V roce 1978 spolupracuje na mezinárodním projektu Interkosmos. Cílem projektu bylo ověřit možnost produkce kyslíku řasami pro posádky kosmických lodí. Experiment Chlorella-1 byl proveden kosmonautem Vladimírem Remkem na palubě orbitální stanice Saljut 6. Tento futuristický projekt zřejmě jako první potvrdil možnost kultivace řas v podmínkách mikrogravitace.
V 80. letech se zabýval především výzkumem fotosyntézy a fotoinhibice.
V říjnu 1988 zorganizoval vědecké symposium v Chlumu u Třeboně, jehož cílem bylo propojení odborníků pocházejících z různých vědeckých oborů, filosofů a umělců. Symposia se zúčastnila řada osobností z tehdejší oficiální i "šedé" zóny (např. Marie Kubátová, Jiří Grygar, Ladislav Kováč, Ilja Hurník, Jan Svoboda, Petr Jakeš, Jiří Bičák, Oldřich Vinař, František Koukolík, Jan Květ, Bedřich Moldan, Zdeněk Neubauer, Karel Pacner, Vladimír Železný atd.), což umožnilo na svou dobu velmi svobodnou diskusi otázek nejenom vědeckých, ale i záležitostí společenských a politických.
V srpnu 1991 zorganizoval v Třeboni mezinárodní workshop o fotoinhibici fotosyntézy. K workshopu bylo uspořádáno speciální číslo časopisu Photosynthetica.
Na přelomu tisíciletí se Ivan Šetlík vzdal všech administrativních funkcí a vrátil se do laboratoře. Věnuje se vývoji unikátního kinetického fluorescenčního mikroskopu pro měření fotosyntetické aktivity na úrovni jednotlivých buněk.

## Vědecký odkaz
Ivan Šetlík se zasloužil o rozvoj výzkumu fotosyntézy a řasové biotechnologie v Československu.
Založil Oddělení autotrofních mikroorganismů v Třeboni, které jako Centrum Algatech, součást Mikrobiologického ústavu AV ČR, existuje dodnes.
V 90. letech se podílel se na vybudování Biologické fakulty Jihočeské Univerzity v Českých Budějovicích.
Mezi jeho žáky patří Štěpán Kubín, Zdeněk Šesták, Vilém Zachleder, Jiří Masojídek, Ladislav Nedbal, Ondřej Prášil, Josef Komenda, Hendrik Küpper a další.
Ivan Šetlík je autorem a spoluautorem více než 60 vědeckých prací.

## Ocenění
- Zlatá medaile Gregora Johanna Mendela ČSAV 1988
- Zakládající člen Učené společnosti ČR 1994[7]
- Pamětní medaile Jihočeské Univerzity 2003
- Medaile Za zásluhy II. stupně. Za zásluhy o stát v oblasti vědy 2003